# Deutsches Derby

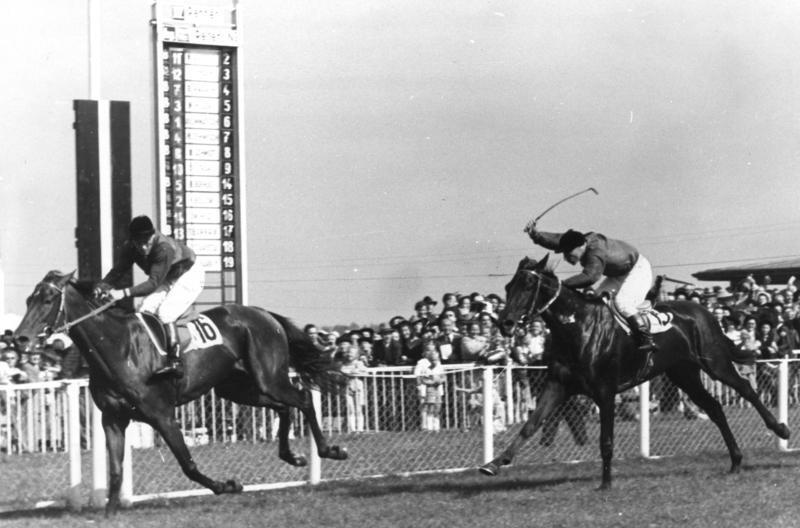
Das 80. Deutsche Derby, 1949

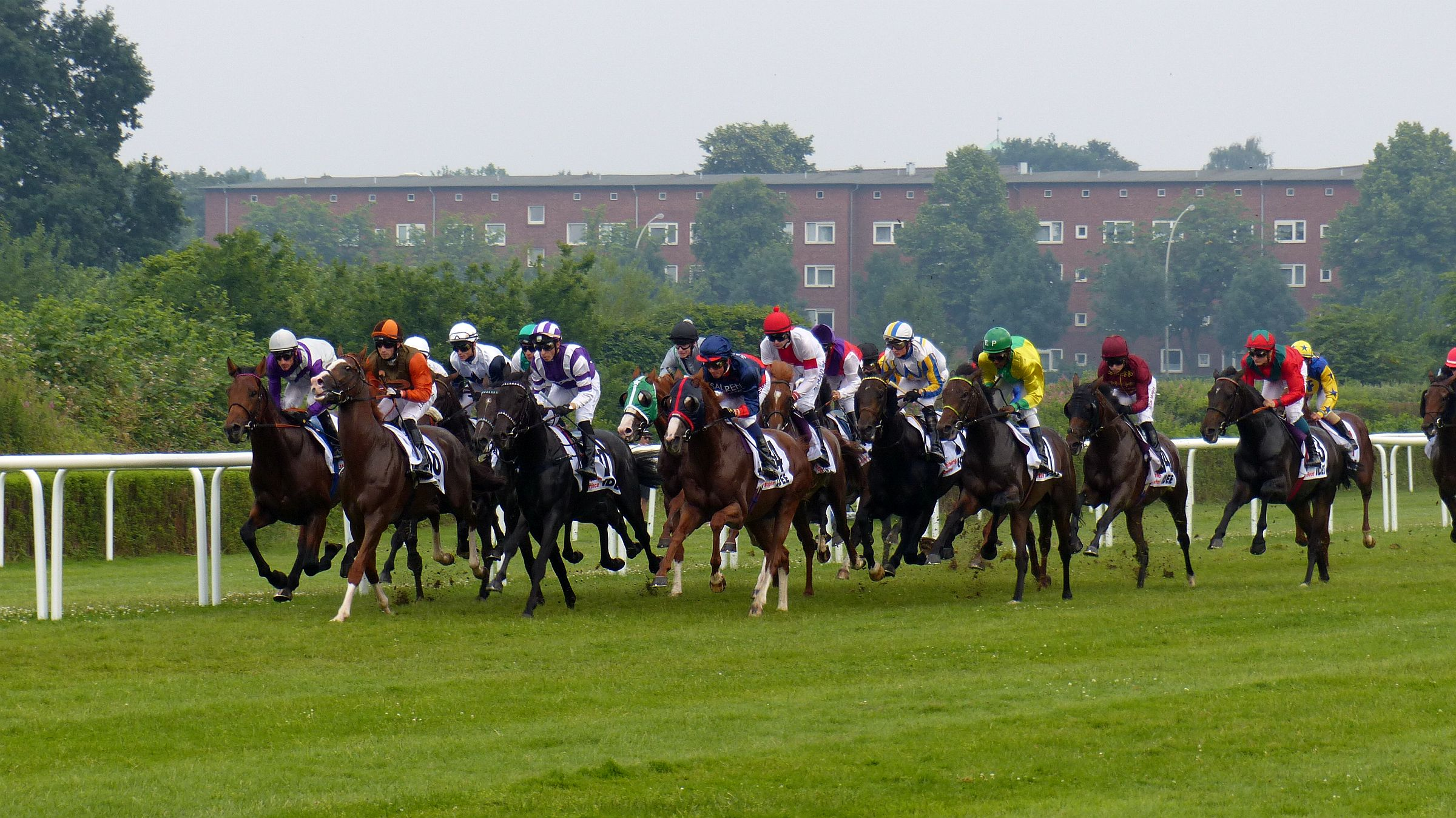
Deutsches Derby 2015

Das Deutsche Derby ist ein Galopprennen der Gruppe I. Der Leistungsvergleich für dreijährige Vollblutpferde wird jährlich am ersten oder zweiten Sonntag im Juli auf der Galopprennbahn Hamburg-Horn über 2400 Meter ausgetragen und ist mit 650.000 € das höchstdotierte deutsche Grupperennen. Vergleichbare Veranstaltungen werden auch im Ausland durchgeführt.

## Geschichte
Nachdem der Norddeutsche Bund 1867 eine Verfassung erhalten hatte und bei Berlin die Galopprennbahn Hoppegarten unter Regie des Union-Klubs (benannt nach dem Union-Rennen einer seit 1834 ausgetragenen Leistungsprüfung unter klassischen Bedingungen) entstanden war und in Wien seit 1868 der Preis des Jockey Clubs (Österreichisches Derby) stattfand, wurde am 11. Juli 1869 nach einer Stiftung des preußischen Landstallmeisters Ernst von Schwichow in Hamburg – quasi als gesellschaftliches Gegengewicht – das Norddeutsche Derby erstmals ausgetragen. Der erste Sieger war das Pferd Investment aus dem Besitz von Ulrich von Oertzen.
Nur wenige Male wurde das Deutsche Derby (so seit 1889 genannt) nicht in Hamburg gelaufen. Dies war 1919 auf der Rennbahn Grunewald bei Berlin, 1943 und 1944 in Hoppegarten (nahe Berlin), 1946 München und 1947 Köln. Lediglich 1945 wurde das Derby nicht gelaufen.

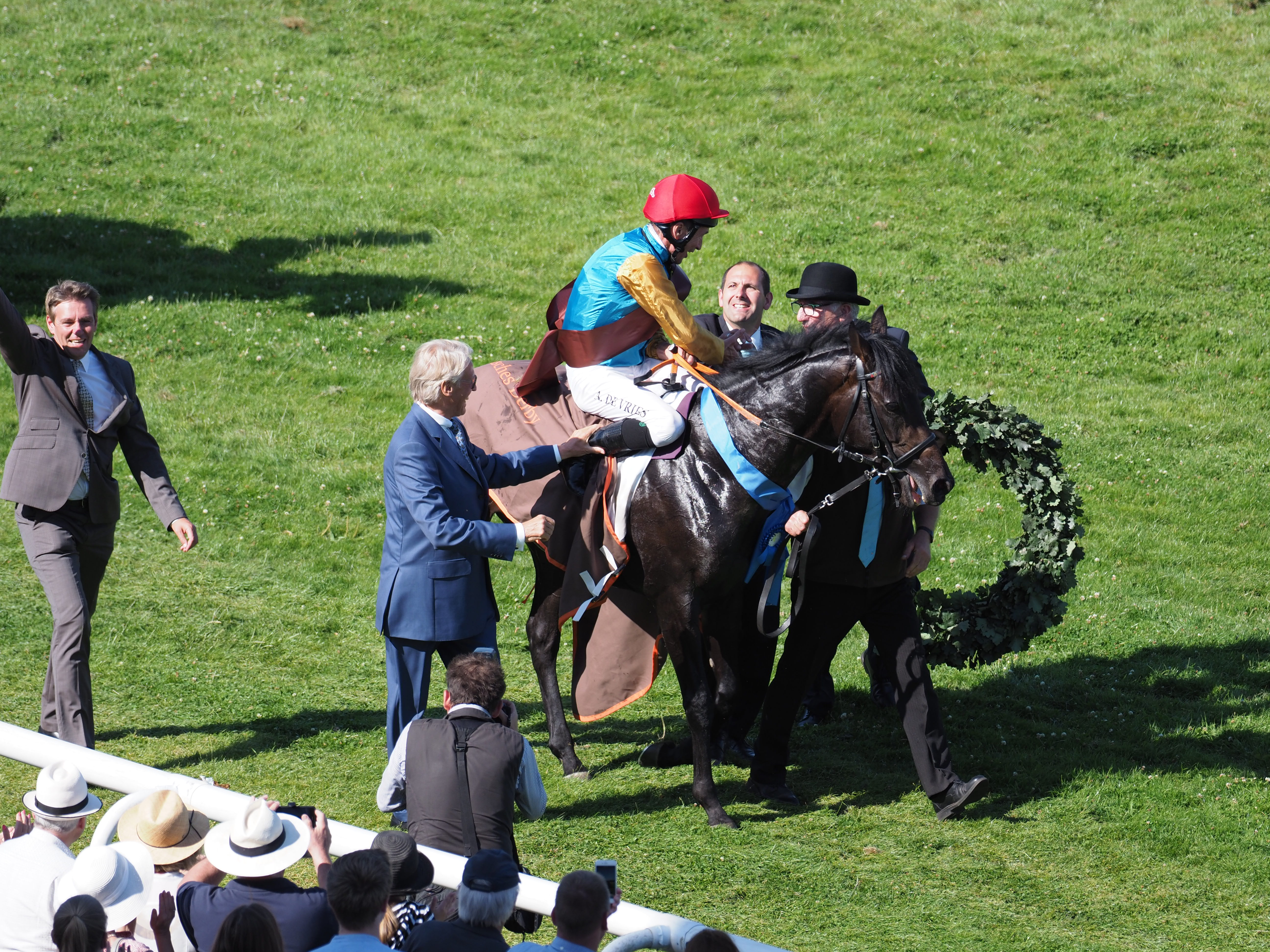
Weltstar – Sieger im Deutschen Derby 2018

Das Derby wurde 1940 bis 1944 als „Großer Deutschlandpreis der Dreijährigen“ ausgetragen und das Wiener Derby 1940–1944 als Großer Preis von Wien gelaufen. Das Derby kehrte 1948 nach Hamburg zurück und der Große Deutschlandpreis der Dreijährigen verblieb im Programm der sowjetischen Besatzungszone. Dieser wurde später als Derby der Deutschen Demokratischen Republik gelaufen.

## Erfolgreich im Galopp-Derby
Der erfolgreichste Trainer im deutschen Derby war mit neun Siegen George Arnull (* Newmarket 1880, † Köln 1960), ein Neffe der beiden Hamburger Vereinstrainer William King Arnull und Ernest Nevill Arnull, deren Großvater Bill Arnull dreimal als Jockey das englische Derby gewann.
George Arnull errang alle Derbysiege als Privat-Trainer in Diensten des Gestüt Schlenderhan, das mit Wiener Walzer 2009 seinen 18. Erfolg buchen konnte – 101 Jahre nach dem ersten Sieger (1908 „Sieger“). An zweiter Stelle folgt mit zwölf Erfolgen bis 1944 das staatliche Hauptgestüt Graditz.
Erfolgreichste Jockeys sind Gerhard Streit und der noch aktive Andrasch Starke mit acht Siegen gefolgt von Otto Schmidt. An vierter Stelle folgt Tom Busby, der bis 1896 fünf Mal das Deutsche Derby gewann, dazu drei Mal das Derby in Wien und zwei Mal in Kopenhagen.
Lediglich drei Aktive haben das Deutsche Derby sowohl als Reiter als auch als Trainer gewonnen. Hein Bollow, der als Reiter 1953, 1954, 1956 und 1962 erfolgreich war, gewann 1974 mit Marduk das Derby noch einmal als Trainer. Harro Remmert gewann 1973 das Derby auf Athenagoras als Reiter und 1995 mit All My Dreams als Trainer. 1937 gewann Ernst Florian Grabsch mit Abendfrieden als Trainer-Jockey für das Gestüt Graditz. Eine Konstellation, die heute nicht mehr möglich ist. Entweder ist ein Aktiver Trainer oder Reiter, aber nicht mehr beides in Personalunion.
Vielen großen und erfolgreichen Reitern fehlte es einfach am nötigen Glück, einen Sieger im Derby zu reiten. Dazu gehören Peter Remmert, Fritz Drechsler und der Europa-Rekordler Peter Schiergen. Als Trainer hat Peter Schiergen dafür schon fünf Derbysieger gesattelt: 2001 Boreal, 2006 Schiaparelli, 2008 Kamsin. 2013 Lucky Speed und 2015 Nutan.
Das Derby ist ein klassisches Rennen und damit ausschließlich für dreijährige Hengste und Stuten offen. Wallache sind ausgeschlossen. Weiterhin müssen die Starter in einem anerkannten Gestütbuch der Rasse Vollblut eingetragen sein. Deswegen können Pferde das Derby nur einmal gewinnen, was sie nicht daran hindert mehrere verschiedene Derbys zu gewinnen. So hatten vor ihrem Sieg im Deutschen Derby folgende Pferde bereits das Derby in Wien gewonnen: 1883 Tartar, 1887 Zsupan, 1905 Patience, 1942 Ticino, 1943 Allgäu, 1944 Nordlicht, 1954 Kaliber und 1964 Zank. Birkhahn gewann 1948 in Hamburg das Deutsche Derby und in Hoppegarten den Großen Preis der Dreijährigen – das Derby der DDR.
Bisher gelang es drei Trainern, die drei Erstplatzierten im selben Deutschen Derby zu satteln:
- 1967 Sven von Mitzlaff mit Luciano, Norfolk und Presto
- 1985 Heinz Jentzsch mit Acatenango, Pontiac und Lirung
- 2000 Andreas Schütz mit Samum, Subiaco und Acamani
- 2002 Andreas Schütz mit Next Desert, Salve Regina und Tomori

Es gibt bislang sechs Stuten, die Mutter von jeweils zwei Derbysiegern sind:
- Kirschfliege mit Kaliber (1954) und Kilometer (1956)
- Ordinale mit Orofino (1981) und Ordos (1983)
- Laurea mit Lando (1993) und Laroche (1994)
- Britannia mit Borgia (1997) und Boreal (2001)
- Sacarina mit Samum (2000) und Schiaparelli (2006)
- Wellenspiel mit Windstoß (2017) und Weltstar (2018)

Samum und Schiaparelli (von Monsun aus der Sacarina) sind die bislang einzigen Vollbrüder, die beide das Deutsche Derby gewannen.
Väter von drei oder mehr Derby-Siegern:
| Name                       | Abkömmlinge                                                                           |
| -------------------------- | ------------------------------------------------------------------------------------- |
| Hannibal (St. Leger 1894)  | 1906 Fels 1908 Sieger 1909 Arnfried 1912 Gulliver II                                  |
| Prunus (St. Leger 1918)    | 1927 Mah Jong 1932 Palastpage 1938 Orgelton                                           |
| Herold (Derby 1920)        | 1928 Lupus 1931 Dionys 1933 Alchimist                                                 |
| Ticino (Derby 1942)        | 1950 Niederländer 1951 Neckar 1955 Lustige 1957 Orsini                                |
| Neckar (Derby 1951)        | 1958 Wilderer 1964 Zank 1965 Waidwerk (1968 Hogarth im Ital. Derby)                   |
| Orsini (Derby 1957)        | 1966 Ilix 1968 Elviro 1969 Don Giovanni 1974 Marduk                                   |
| Surumu (Derby 1977)        | 1985 Acatenango 1989 Mondrian 1991 Temporal (2003 Osorio im Ital. Derby)              |
| Acatenango (Derby 1985)    | 1993 Lando 1997 Borgia 2005 Nicaron (2. Night Tango) (2004 Blue Canari im Frz. Derby) |
| Monsun (Derbyzweiter 1993) | 2000 Samum 2004 Shirocco 2006 Schiaparelli (2006 Gentlewave im Ital. Derby)           |

## Schnellste Zeiten

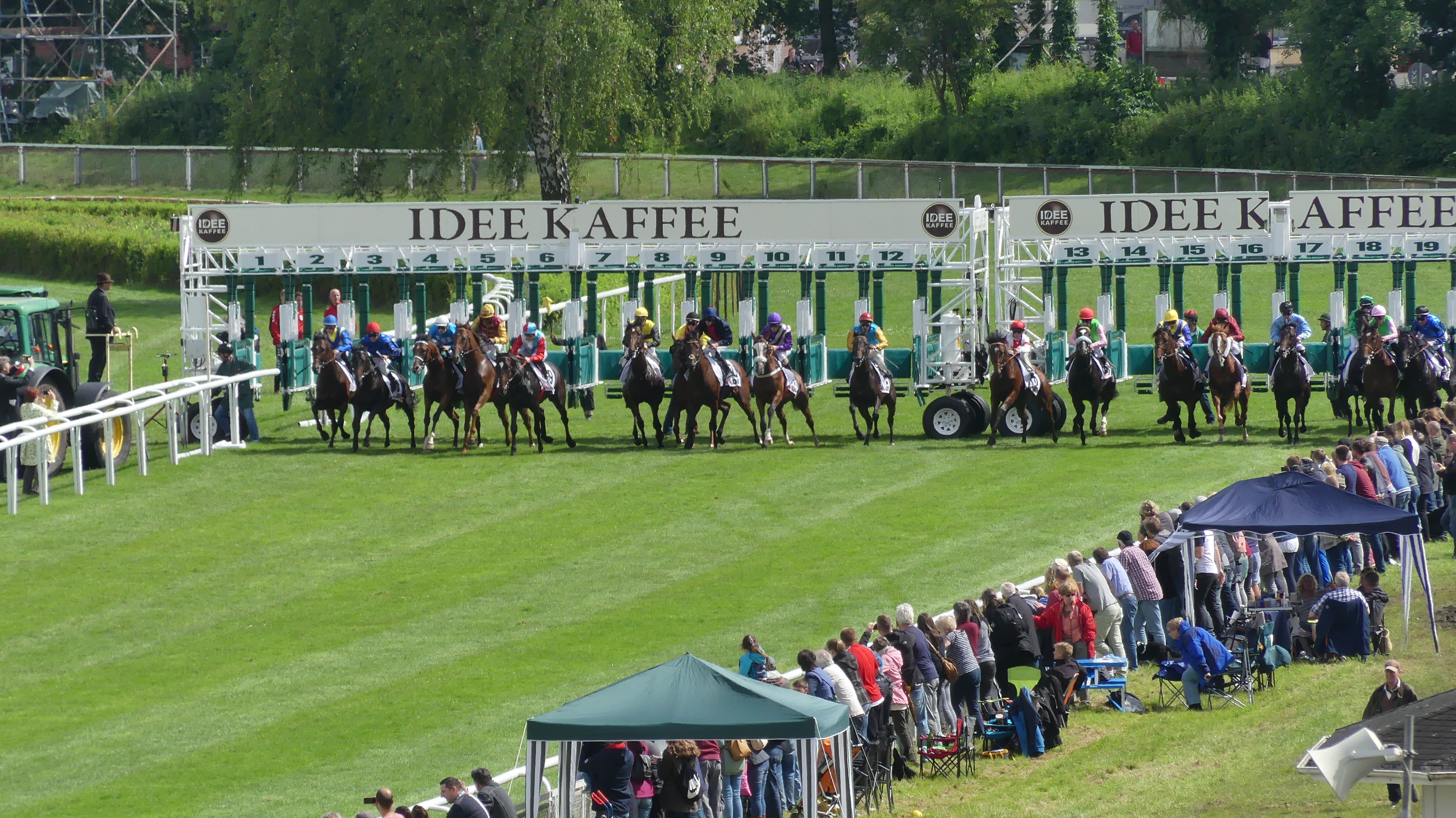
Teilnehmerfeld des 148. Deutschen Derbys beim Start

1999 stellte Belenus im Derby die derzeitige in Deutschland über 2400 m gültige Rekordzeit von 2:25,81 Minuten auf. Die 10 schnellsten Zeiten im Derby waren:
- 2:25,8 (59,26 km/h) 1999 Belenus v. Lomitas – Beaute (Lord Udo)
- 2:26,8 (58,86 km/h) 1993 Lando v. Acatenango – Laurea (Sharpman)
- 2:27,9 (58,46 km/h) 2013 Lucky Speed v. Silvano – Lysuna (Monsun)
- 2:28,4 (58,22 km/h) 1994 Laroche v. Nebos – Laurea (Sharpman)
- 2:28,8 (58,06 km/h) 1936 Nereide v. Laland – Nella Da Gubbio (Grand Parade)
- 2:28,8 (58,06 km/h) 1973 Athenagoras v. Nasram – Avenida (Neckar)
- 2:29,1 (57,95 km/h) 1976 Stuyvesant v. Priamos – Sabeera (Fast Fox)
- 2:29,4 (57,95 km/h) 1961 Baalim v. Mangon – Blaue Adria (Ladro)
- 2:29,4 (57,83 km/h) 1985 Acatenango v. Surumu – Aggravate (Aggressor)
- 2:29,5 (57,79 km/h) 2009 Wiener Walzer v. Dynaformer – Walzerkoenigin (Kingmambo)
- 2:29,5 (57,79 km/h) 2010 Buzzword v. Pivotal – Bustling (Danehill)

Das sogenannte Sumpfderby von 1927 war mit einer Zeit von 3:03,2 das mit Abstand langsamste Derby der Geschichte.

## Siegerliste
| Jahr                | Pferd                | Trainer                     | Jockey               | Besitzer                               | Zeit des Rennens | Rennvideo |
| ------------------- | -------------------- | --------------------------- | -------------------- | -------------------------------------- | ---------------- | --------- |
| 2025                | Hochkönig            | Yasmin Almenräder           | Nina Baltromei       | Stall Cloverleaf                       |                  | 2025      |
| 2024                | Palladium            | Henk Grewe                  | Thore Hammer-Hansen  | Liberty Racing 2022                    | 2:37,18          | 2024      |
| 2023                | Fantastic Moon       | Sarah Steinberg             | Rene Piechulek       | Liberty Racing 2021                    | 2:39,11          | 2023      |
| 2022                | Sammarco             | Peter Schiergen             | Bauyrzhan Murzabayev | Gestüt Park Wiedingen                  | 2:32,95          | 2022      |
| 2021                | Sisfahan             | Henk Grewe                  | Andrasch Starke      | Darius Racing                          |                  | 2021      |
| 2020                | In Swoop             | Francis-Henri Graffard      | Ronan Thomas         | Gestüt Schlenderhan                    |                  | 2020      |
| 2019                | Laccario             | Andreas Wöhler              | Eduardo Pedroza      | Gestüt Ittlingen                       |                  | 2019      |
| 2018                | Weltstar             | Markus Klug                 | Adrie de Vries       | Gestüt Röttgen                         |                  | 2018      |
| 2017                | Windstoß             | Markus Klug                 | Maxim Pecheur        | Gestüt Röttgen                         |                  | 2017      |
| 2016                | Isfahan              | Andreas Wöhler              | Dario Vargiu         | Darius Racing                          |                  | 2016      |
| 2015                | Nutan                | Peter Schiergen             | Andrasch Starke      | Stall Nizza                            |                  | 2015      |
| 2014                | Sea the Moon         | Markus Klug                 | Christophe Soumillon | Gestut Görlsdorf                       |                  | 2014      |
| 2013                | Lucky Speed          | Peter Schiergen             | Andrasch Starke      | Stall Hornoldendorf                    |                  | 2013      |
| 2012                | Pastorius            | Mario Hofer                 | Terence Hellier      | Stall Antanando                        |                  | 2012      |
| 2011                | Waldpark             | Andreas Wöhler              | Jozef Bojko          | Gestüt Ravensberg                      |                  | 2011      |
| 2010                | Buzzword             | Mahmood Al Zarooni          | Royston Ffrench      | Godolphin                              |                  | 2010      |
| 2009                | Wiener Walzer        | Jens Hirschberger           | Frederik Johansson   | Gestüt Schlenderhan                    |                  | 2009      |
| 2008                | Kamsin               | Peter Schiergen             | Andrasch Starke      | Stall Blankenese                       |                  | 2008      |
| 2007                | Adlerflug            | Jens Hirschberger           | Frederik Johansson   | Gestüt Schlenderhan                    |                  | 2007      |
| 2006                | Schiaparelli         | Peter Schiergen             | Andrasch Starke      | Stall Blankenese                       |                  | 2006      |
| 2005                | Nicaron              | Horst Steinmetz             | David Bonilla        | Stall Nizza                            |                  | 2005      |
| 2004                | Shirocco             | Andreas Schütz              | Andreas Suborics     | Georg Baron von Ullmann                |                  | 2004      |
| 2003                | Dai Jin              | Andreas Schütz              | Olivier Peslier      | WH Sport International                 |                  | 2003      |
| 2002                | Next Desert          | Andreas Schütz              | Andrasch Starke      | Gestüt Wittekindshof                   |                  | 2002      |
| 2001                | Boreal               | Peter Schiergen             | John Reid            | Gestüt Ammerland                       |                  | 2001      |
| 2000                | Samum                | Andreas Schütz              | Andrasch Starke      | Stall Blankenese                       |                  | 2000      |
| 1999                | Belenus              | Andreas Wöhler              | Kevin Darley         | Turf Syndikat 99                       |                  | 1999      |
| 1998                | Robertico            | Andreas Schütz              | Andrasch Starke      | Gestüt Hof Vesterberg                  |                  | 1998      |
| 1997                | Borgia               | Bruno Schütz                | Olivier Peslier      | Gestüt Ammerland                       |                  | 1997      |
| 1996                | Lavirco              | Peter Rau                   | Torsten Mundry       | Gestüt Fährhof                         |                  | 1996      |
| 1995                | All My Dreams        | Harro Remmert               | Kevin Woodburn       | Stall Rheinwiese                       |                  | 1995      |
| 1994                | Laroche              | Heinz Jentzsch              | Stephen Eccles       | Gestüt Ittlingen                       |                  | 1994      |
| 1993                | Lando                | Heinz Jentzsch              | Andrzej Tylicki      | Gestüt Ittlingen                       |                  | 1993      |
| 1992                | Pik König            | Andreas Wöhler              | William A. Newnes    | Albert Darboven                        |                  | 1992      |
| 1991                | Temporal             | Bruno Schütz                | Lanfranco Dettori    | Stall Rosita                           |                  | 1991      |
| 1990                | Karloff              | Bruno Schütz                | Mark Rimmer          | Stall Steigenberger                    |                  | 1990      |
| 1989                | Mondrian             | Uwe Stoltefuß               | Kevin Woodburn       | Stall Hanse                            |                  | 1989      |
| 1988                | Luigi                | Uwe Ostmann                 | Walter R. Swinburn   | Stall Marcassargues                    |                  | 1988      |
| 1987                | Lebos                | Bruno Schütz                | Lutz Mäder           | Stall Klingenstadt                     |                  | 1987      |
| 1986                | Philipo              | H. Steguweit                | Dave Richardson      | Stall Surinam                          |                  | 1986      |
| 1985                | Acatenango           | Heinz Jentzsch              | Andrzej Tylicki      | Gestüt Fährhof                         |                  | 1985      |
| 1984                | Lagunas              | Heinz Jentzsch              | Georg Bocskai        | Gestüt Fährhof                         |                  |           |
| 1983                | Ordos                | Sven von Mitzlaff           | Peter Alafi          | Gestüt Zoppenbroich                    |                  | 1983      |
| 1982                | Ako                  | Hans Günther Heibertshausen | Erwin Schindler      | Frl. St. Seiler                        |                  |           |
| 1981                | Orofino              | Sven von Mitzlaff           | Peter Alafi          | Gestüt Zoppenbroich                    |                  |           |
| 1980                | Navarino             | Arthur P. Schlaefke         | Dave Richardson      | H. Einschütz                           |                  |           |
| 1979                | Königsstuhl          | Sven von Mitzlaff           | Peter Alafi          | Gestüt Zoppenbroich                    |                  |           |
| 1978                | Zauberer             | Heinz Jentzsch              | Bernd Selle          | Gestüt Bona                            |                  |           |
| 1977                | Surumu               | Adolf Wöhler                | George Cadwaladr     | Gestüt Fährhof                         |                  |           |
| 1976                | Stuyvesant           | Heinz Jentzsch              | Ralf Suerland        | Gestüt Schlenderhan                    |                  |           |
| 1975                | Königssee            | Adolf Wöhler                | José Orihuel         | Gestüt Hohe Weide                      |                  |           |
| 1974                | Marduk               | Hein Bollow                 | Joan Pall            | Margit von Batthyány                   |                  |           |
| 1973                | Athenagoras          | Sven von Mitzlaff           | Harro Remmert        | Gestüt Zoppenbroich                    |                  |           |
| 1972                | Tarim                | Georg Zuber                 | Geoff Lewis          | Fredi Ostermann                        |                  |           |
| 1971                | Lauscher             | Herbert Cohn                | Dave Richardson      | Gestüt Rösler                          |                  |           |
| 1970                | Alpenkönig           | Heinz Jentzsch              | Peter Kienzler       | Gestüt Schlenderhan                    |                  |           |
| 1969                | Don Giovanni         | Heinz Jentzsch              | B. Taylor            | Gestüt Schlenderhan                    |                  | 1969      |
| 1968                | Elviro               | Sven von Mitzlaff           | Peter Alafi          | Gestüt Waldfried                       |                  |           |
| 1967                | Luciano              | Sven von Mitzlaff           | Lester Piggott       | Stall Primerose                        |                  | 1967      |
| 1966                | Ilix                 | Sven von Mitzlaff           | Oskar Langner        | Stall Gamshof                          |                  |           |
| 1965                | Waidwerk             | Johannes Kuhr               | Johannes Starosta    | Gestüt Ravensberg                      |                  |           |
| 1964                | Zank                 | Andreas Hecker              | Joan Pall            | W. Vischer                             |                  |           |
| 1963                | Fanfar               | A. Klimscha                 | Lester Piggott       | Margit von Batthyány                   |                  | 1963      |
| 1962                | Herero               | Arthur Lochow               | Hein Bollow          | Gestüt Römerhof                        |                  |           |
| 1961                | Baalim               | Valentin Seibert            | Gerhard Streit       | Gestüt Waldfried                       |                  |           |
| 1960                | Alarich              | Max Schmidt                 | Paul Fuchs           | Gestüt Rösler                          |                  |           |
| 1959                | Uomo                 | Janos Graf Pejacsevich      | Albert Klimscha      | Gestüt Röttgen                         |                  |           |
| 1958                | Wilderer             | Johannes Kuhr               | W. Gassmann          | Gestüt Ravensberg                      |                  |           |
| 1957                | Orsini               | Adrian von Borcke           | Lester Piggott       | Gestüt Erlenhof                        |                  | 1957      |
| 1956                | Kilometer            | Valentin Seibert            | Hein Bollow          | Gestüt Asta                            |                  |           |
| 1955                | Lustige              | Gustav Reinicke             | Albert Klimscha      | Gebrüder Buhmann                       |                  | 1955      |
| 1954                | Kaliber              | Valentin Seibert            | Hein Bollow          | Gestüt Asta                            |                  |           |
| 1953                | Allasch              | Arthur Lochow               | Hein Bollow          | Gestüt Schlenderhan                    |                  |           |
| 1952                | Mangon               | Hans Blume                  | Gerhard Streit       | Gestüt Waldfried                       |                  | 1952      |
| 1951                | Neckar               | Adrian von Borcke           | Otto Schmidt         | Gestüt Erlenhof                        |                  | 1951      |
| 1950                | Niederländer         | Adrian von Borcke           | Otto Schmidt         | Gestüt Erlenhof                        |                  |           |
| 1949                | Asterblüte           | George Arnull               | Walter Held          | Gestüt Schlenderhan                    |                  |           |
| 1948                | Birkhahn             | Erich Brege                 | Erich Boehlke        | Karl-Heinz Wieland                     |                  |           |
| 1947                | Singlspieler         | J. Rosciszewski             | St. Zajac            | Stall Buschhof                         |                  |           |
| 1946                | Solo                 | Max Schmidt                 | Gerhard Streit       | Stall Birkenhof                        |                  |           |
| 1944                | Nordlicht            | Adrian von Borcke           | Otto Schmidt         | Gestüt Erlenhof                        |                  |           |
| 1943                | Allgäu               | George Arnull               | Gerhard Streit       | SS Gestüt Schlenderhan                 |                  |           |
| 1942                | Ticino               | Adrian von Borcke           | Otto Schmidt         | Gestüt Erlenhof                        |                  |           |
| 1941                | Magnat               | George Arnull               | Gerhard Streit       | Gestüt Schlenderhan                    |                  |           |
| 1940                | Schwarzgold          | George Arnull               | Gerhard Streit       | Gestüt Schlenderhan                    |                  |           |
| 1939                | Wehr Dich            | George Arnull               | Gerhard Streit       | Gestüt Schlenderhan                    |                  |           |
| 1938                | Orgelton             | George Arnull               | Gerhard Streit       | Gestüt Schlenderhan                    |                  |           |
| 1937                | Abendfrieden         | Ernst Grabsch               | Ernst Grabsch        | Hauptgestüt Graditz                    |                  |           |
| 1936                | Nereide              | Adrian von Borcke           | Ernst Grabsch        | Gestüt Erlenhof                        |                  |           |
| 1935                | Sturmvogel           | George Arnull               | Willi Printen        | Gestüt Schlenderhan                    |                  |           |
| 1934                | Athanasius           | Adrian von Borcke           | Julius Rastenberger  | Gestüt Erlenhof                        |                  |           |
| 1933                | Alchimist            | Robert Utting               | Ernst Grabsch        | Hauptgestüt Graditz                    |                  |           |
| 1932                | Palastpage           | William Spademan            | Everett Haynes       | Peter Mülhens                          |                  |           |
| 1931                | Dionys               | Robert Utting               | Erich Boehlke        | Hauptgestüt Graditz                    |                  |           |
| 1930                | Alba                 | George Arnull               | James Munro          | Gestüt Schlenderhan                    |                  |           |
| 1929                | Graf Isolani         | Friedrich Fösten            | Ernst Grabsch        | Moritz J. Oppenheimer                  |                  |           |
| 1928                | Lupus                | Anton Olejnik               | Everett Haynes       | Leo & Willi Sklarek                    |                  |           |
| 1927                | Mah Jong             | George Arnull               | Emmerich Pretzner    | Gestüt Schlenderhan                    |                  |           |
| 1926                | Ferro                | Walter Sulzberger           | Fred Williams        | Richard Haniel                         |                  |           |
| 1925                | Roland               | Anton Horalek               | Everett Haynes       | Leo Lewin                              |                  |           |
| 1924                | Anmarsch             | Albert Reith                | Robert Torke         | Albert Stierheim                       |                  |           |
| 1923                | Augias               | Friedrich Fösten            | Otto Schmidt         | Arthur und Carl von Weinberg           |                  |           |
| 1922                | Hausfreund           | Julius Lippold              | Wilhelm Tarras       | Gestüt Weil                            |                  |           |
| 1921                | Omen                 | Friedrich Fösten            | Ludwig Danek         | Arthur und Carl von Weinberg           |                  |           |
| 1920                | Herold               | William Spademan            | Julius Rastenberger  | Hauptgestüt Graditz                    |                  |           |
| 1919                | Gibraltar            | August Stössel              | Richard Kaiser       | Hauptgestüt Graditz                    |                  |           |
| 1918                | Marmor               | Withers McCreery            | Otto Schmidt         | Simon Alfred Freiherr von Oppenheim    |                  |           |
| 1917                | Landgraf             | Charles Planner             | Fritz Kasper         | Richard Haniel                         |                  |           |
| 1916                | Amorino              | Fred Taral                  | Otto Schmidt         | Arthur und Carl von Weinberg           |                  |           |
| 1915                | Pontresina           | Charles Planner             | Willi Plüschke jr.   | Richard Haniel                         |                  |           |
| 1914                | Ariel                | Withers McCreery            | George Archibald     | Simon Alfred Freiherr von Oppenheim    |                  |           |
| 1913                | Turmfalke            | Charles Planner             | Danny Maher          | Richard Haniel                         |                  |           |
| 1912                | Gulliver II          | Reginald Day                | Frank Bullock        | Königliches Hauptgestüt Graditz        |                  |           |
| 1911                | Chilperic            | Harry Reeves                | Bernard Carslake     | Baron Gustav von Springer              |                  |           |
| 1910                | Orient               | Reginald Day                | Frank Bullock        | Königliches Hauptgestüt Graditz        |                  |           |
| 1909                | Arnfried             | Reginald Day                | William Warne        | Königliches Hauptgestüt Graditz        |                  |           |
| 1908                | Sieger               | Harry Arthur Brown          | Georg Stern          | Eduard Freiherr von Oppenheim          |                  |           |
| 1907                | Désir                | George Walker               | William Shaw         | Arthur und Carl von Weinberg           |                  |           |
| 1906                | Fels                 | George Walker               | Winnie O’Connor      | Arthur und Carl von Weinberg           |                  |           |
| 1905                | Patience             | Charles Planner             | Robert Huxtable      | Tasziló Graf Festetics von Tolna       |                  |           |
| 1904                | Con amore            | Harry Reeves                | George Stern         | L. Graf von Trauttmannsdorff           |                  |           |
| 1903                | Bono modo            | George Hyams                | Harry Lewis          | Baron Gustav von Springer              |                  |           |
| 1902                | Macdonald            | Harry Milne                 | Fred Taral           | Andor von Péchy                        |                  |           |
| 1901                | Tuki                 | George Johnson              | Charles Bowman       | Major Otto von Gossler                 |                  |           |
| 1900                | Hagen                | Alfred Beeson               | Henry Ibbett         | C. von Lang-Puchhof & A. von Schmieder |                  |           |
| 1899                | Galifard             | Joseph Butters              | George Hyams         | Baron Gustav von Springer              |                  |           |
| 1898                | Habenichts           | Richard Waugh               | Edwin Martin         | Königliches Hauptgestüt Graditz        |                  |           |
| 1897                | Flunkermichel        | J. Hatton                   | William Henry Jones  | Lazarus Graf Henckel von Donnersmarck  |                  |           |
| 1896                | Trollhetta           | George Johnson              | Tom Busby            | Ernst Freiherr von Falkenhausen        |                  |           |
| 1895                | Impuls               | George Johnson              | Tom Busby            | Ernst Freiherr von Falkenhausen        |                  |           |
| 1894                | Sperber              | William Deans               | Edwin Martin         | Hermann Freiherr von Münchhausen       |                  |           |
| 1893 (totes Rennen) | Hardenberg           | George Sear                 | Charles Bowman       | Hauptmann Richard Spiekermann          |                  |           |
| 1893 (totes Rennen) | Geier                | Richard Waugh               | Charles Ballantine   | Königliches Hauptgestüt Graditz        |                  |           |
| 1892                | Espoir               | Harry Reeves                | Fred Webb            | General von Kodolitsch                 |                  |           |
| 1891                | Peter                | Richard Waugh               | Charles Ballantine   | Königliches Hauptgestüt Graditz        |                  |           |
| 1890                | Dalberg              | John C. Daley               | George Sopp          | Victor May                             |                  |           |
| 1889                | Uram Batyám          | R. Smart                    | R. Smart             | Ernst von Blaskovits                   |                  |           |
| 1888                | Tegetthoff           | John Reeves                 | Edward Rossiter      | Graf Anton Apponyi                     |                  |           |
| 1887                | Zsupan               | Joseph Butters              | David Goodway        | Baron Nathaniel Rothschild             |                  |           |
| 1886                | Potrimpos            | Richard Waugh               | Tom Busby            | Königliches Hauptgestüt Graditz        |                  |           |
| 1885                | Budagyöngye          | R. Smart                    | R. Smart             | Ernst von Blaskovits                   |                  |           |
| 1884                | Stronzian            | W. Beeson                   | W. Greaves           | Graf Nikolaus Esterházy jr.            |                  |           |
| 1883                | Tartar               | John Reeves                 | Tom Busby            | Hugo Graf Henckel von Donnersmarck     |                  |           |
| 1882                | Trachenberg          | James Cooter                | John Watts           | Mortimer Graf von Tschirschky-Renard   |                  |           |
| 1881                | Cäsar                | William King Arnull         | James Gough          | Baron Juel-Brockdorff                  |                  |           |
| 1880                | Gamiani              | Robert Hesp                 | Tom Osborne          | Graf Johann Sztaray                    |                  |           |
| 1879                | Künstlerin           | Charles Hayhoe              | Elijah Madden        | Hugo Fürst zu Hohenlohe-Oehringen      |                  |           |
| 1878                | Oroszvar             | James Waugh                 | Tom Busby            | Hugo Graf Henckel von Donnersmarck     |                  |           |
| 1877                | Pirat                | Charles Hayhoe              | Egbert Fisk          | Hugo Fürst zu Hohenlohe-Oehringen      |                  |           |
| 1876                | Double Zéro          | F. Arnott                   | G. Arnott            | Graf Bernstorff-Gyldensteen            |                  |           |
| 1875 (totes Rennen) | Palmyra              | E. Bryant                   | W. Corser            | Baron Gustav von Springer              |                  |           |
| 1875 (totes Rennen) | Schwindler           |                             | Metcalf              | Graf Otto von Stockau                  |                  |           |
| 1874                | Paul                 | Michael Young               | George Sopp          | Otto Marckwald                         |                  |           |
| 1873                | Amalie von Edelreich | Charles Hayhoe              | James Grimshaw       | Johannes Graf von Renard               |                  |           |
| 1872 (per Los)      | Hymenaeus            | Robert Bateman              | William Little       | Ulrich von Oertzen                     |                  |           |
| 1871                | Bauernfänger         | Charles Hayhoe              | Elijah Madden        | Johannes Graf von Renard               |                  |           |
| 1870                | Adonis               | Charles Hayhoe              | Elijah Madden        | Johannes Graf von Renard               |                  |           |
| 1869                | Investment           | Robert Bateman              | William Little       | Ulrich von Oertzen                     |                  |           |

1. ↑  1882 liefen Trachenberg und der österreichische Derby-Sieger Taurus, der seinen Rivalen zuvor im Union-Rennen geschlagen hatte, im toten Rennen ein. Die Besitzer beider Pferde einigten sich daraufhin auf einen Entscheidungslauf über 2600 m, welcher 90 Minuten nach dem eigentlichen Rennen über 2400 m stattfand. Trachenberg gewann den Entscheidungslauf überlegen mit 3 Längen Vorsprung. Trachenberg wurde ein guter Vererber und ist über seinen Sohn Hannibal und seine Tochter Cannae noch heute im Pedigree vieler deutscher Vollblüter vertreten.